# Drenje Brdovečko
Drenje Brdovečko is een plaats in de gemeente Brdovec in de Kroatische provincie Zagreb. De plaats telt 694 inwoners (2001).